# Indien-Zwergohreule

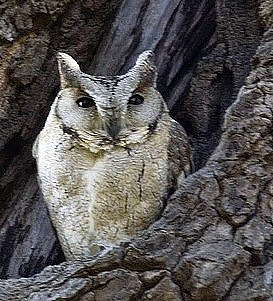
Graue Farbmorphe der Indien-Zwergohreule

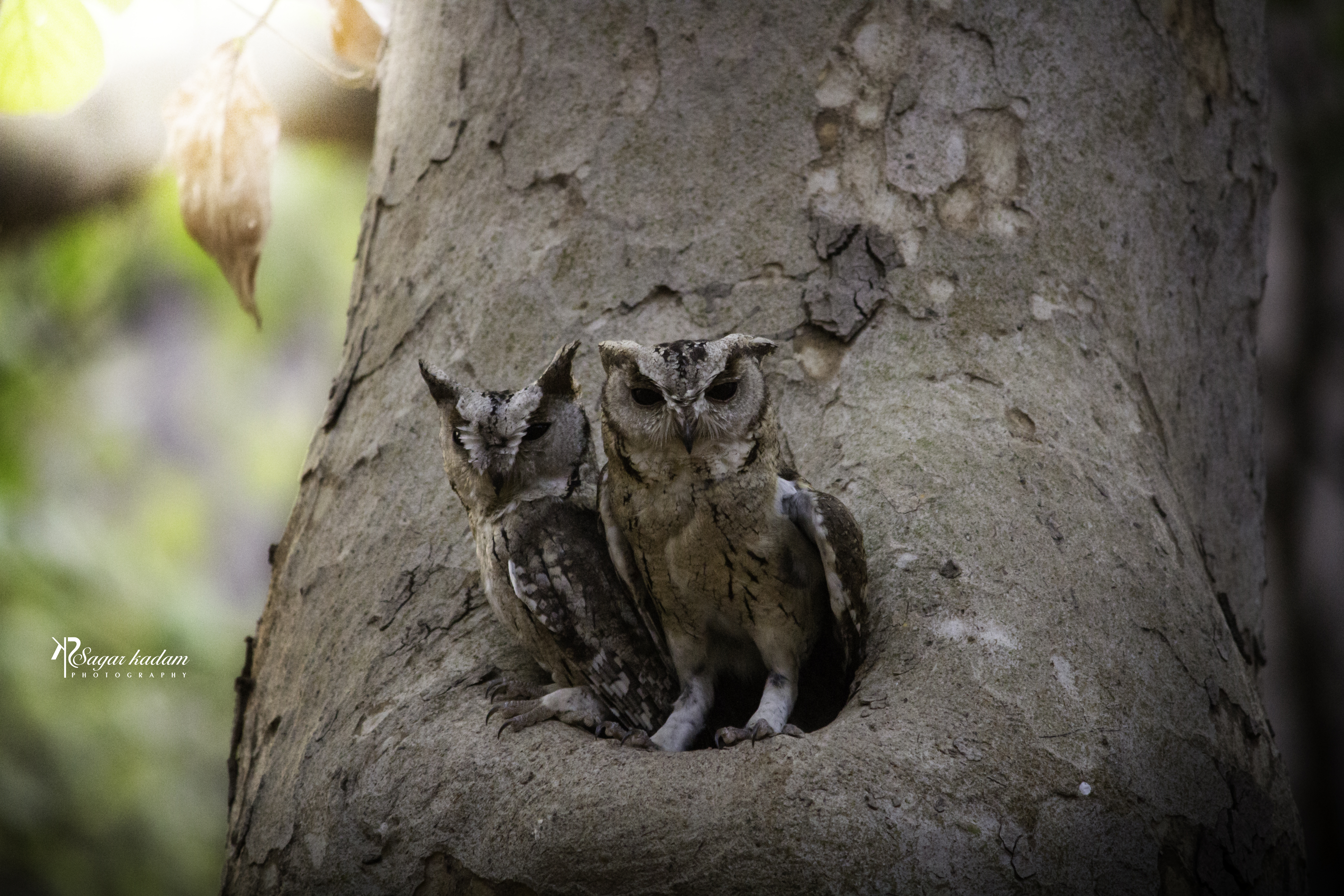
Braune Farbmorphe der Indien-Zwergohreule

Die Indien-Zwergohreule (Otus bakkamoena), auch Hindu-Halsbandeule genannt, ist eine mittelgroße Eulenart aus der Gattung der Zwergohreulen (Otus). Die Indien-Zwergohreule ist eine auf dem indischen Subkontinent weit verbreitete und häufige Art. Sie kommt in einer grauen und einer braunen Farbmorphe vor. Es werden mehrere Unterarten unterschieden. Die Bestandssituation wird von der IUCN als ungefährdet (least concern) eingestuft.

## Merkmale
Die Indien-Zwergohreule erreicht eine Körperlänge von 20 bis 22 Zentimetern, wovon 6,5 bis 8,9 Zentimeter auf den Schwanz entfallen. Das Gewicht liegt zwischen 125 und 152 Gramm. Es besteht kein auffälliger Geschlechtsdimorphismus.
Der Gesichtsschleier der grauen Farbmorphe ist blass graubraun mit einem schwärzlichen Rand. Der Scheitel ist fast schwärzlich und deutlich dunkler als der Mantel. Die Stirn und die Augenbrauen sind heller als das umgebende Gefieder. Die Federohren sind im Verhältnis zur Körpergröße lang. Der Rücken ist graubraun mit dunklen Längsstreifen. Die Körperunterseite ist isabellfarben bis ockerfarben, wird zum Bauch hin heller und weist wenige dunklere Längsstreifen auf. Die Läufe sind blass graubraun bis weiß befiedert. Die Augen sind haselnussbraun bis braun, nur bei wenigen Individuen haben sie einen gelblichen Ton. Der Schnabel ist grünlich hornfarben. Der Unterschnabel ist heller als der Oberschnabel.
Die braune Farbmorphe weist eine ähnliche Gefiederfärbung auf, der Grundton des Gefieders ist jedoch ein Rotbraun.
Der Ruf der Indien-Zwergohreule ist ein froschähnliches, fragendes What....What... .

## Verbreitungsgebiet und Lebensraum
Das Verbreitungsgebiet der Indien-Zwergohreule reicht vom Süden Pakistans über den Nordwesten des Himalayagebietes und Zentralnepal bis nach Sri Lanka. In diesem großen Verbreitungsgebiet ist die Indien-Zwergohreule überwiegend ein Standvogel.
Die Art ist sehr anpassungsfähig. Sie kommt neben Wäldern auch in ariden Landschaften vor und ist auch in der Nähe menschlicher Siedlungen zu finden. Ihre Höhenverbreitung reicht von den Tiefebenen bis in Höhenlagen von 2200 Metern.

## Lebensweise
Die Indien-Zwergohreule ist nachtaktiv und nur selten während des Tages zu beobachten. Sie verbringt diese Zeit gut versteckt in den Kronen dicht belaubter Bäume.
Die Nahrung besteht überwiegend aus Insekten, darunter Käfer und Heuschrecken. Sie frisst gelegentlich auch Wirbeltiere wie Eidechsen, Mäuse und kleine Singvögel.
Indien-Zwergohreulen brüten in natürlichen Baumhöhlen. Das Gelege besteht aus drei bis vier Eiern.

## Unterarten
Es sind folgende Unterarten bekannt:
- Otus bakkamoena deserticolor Ticehurst, 1922 kommt im südlichen Iran und südlichen Pakistan vor.
- Otus bakkamoena gangeticus Ticehurst, 1922	kommt vom nordwestlichen Indien bis Nepal vor.
- Otus bakkamoena marathae Ticehurst, 1922 ist in Zentralindien verbreitet.
- Otus bakkamoena bakkamoena Pennant, 1769 ist im südlichen Indien und auf Sri Lanka verbreitet.

## Einzelbelege
1. 1 2 3   König et al.: Owls of the World, S. 276.
2. ↑  IOC World bird list Owls